# Gerald L. Geison
Gerald Lynn Geison (26 mars 1943 - 3 juillet 2001) est un historien américain, né à Savanna dans l'Illinois.

## Carrière
Ayant obtenu un doctorat au sein du Département d'Histoire de la Science et de la Médecine de l'université Yale, Geison joignit en 1970 la faculté de Princeton, où il fut professeur d'histoire (département d'histoire et Programme d'Histoire de la Science). Il était spécialisé en histoire de la médecine.
Il a écrit deux livres, Michael Foster and the Cambridge School of Physiology : The Scientific Enterprise in Late Victorian Society (1978) et The Private Science of Louis Pasteur (1995), et en a dirigé quatre autres. Il a également à son actif une quarantaine de publications (travaux originaux ou recensions) dans des revues, et vingt articles du Dictionary of Scientific Biography. Il a collaboré avec John Farley.
Geison fut honoré par diverses institutions universitaires et en 1996, l'American Association for the History of Medicine décerna sa médaille William H. Welch à son livre sur Pasteur.
Il exerça des fonctions éditoriales au Journal of the History of Medicine (1996) et aux revues Osiris (1984-1991) et Isis (1979-82). Il était membre de l'History of Science Society et participait aux activités des  comités de plusieurs associations. Il était également lecteur et consultant pour le National Endowment for the Humanities, les National Institutes of Health, la National Science Foundation, l'American Physiological Society et les presses universitaires de Californie, Cambridge, Harvard, Notre Dame, Oxford et Princeton.

## Appréciations sur son œuvre
L'année même de la publication du livre de Geison sur Pasteur, Max Ferdinand Perutz, prix Nobel de chimie, lui consacre un article très défavorable. Dans les années qui suivent, le livre reçoit des appréciations élogieuses, comme le montrent les citations qui suivent :
- « Sa monographie sur Pasteur fut considérée comme un ouvrage scientifique exceptionnel qui perçait le secret qui avait entouré une bonne part du travail de laboratoire du légendaire savant. Le professeur Geison utilisait les notes de laboratoire et les publications de Pasteur pour décrire certains des plus fameux épisodes de l'histoire des sciences — y compris leur face d'ombre, comme les risques humains qu'entraînait sa hâte à développer le vaccin de la rage. Selon une recension parue dans le New England Journal of Medicine, ce livre "nous demande de réévaluer nos héros et de prendre en compte les complexités de la science plutôt que de nous cramponner à notre confort et aux mythes héroïques."[2] »
- « Une approche de Pasteur toute différente (de celle de Bruno Latour) a récemment été suivie par Gerald L. Geison dans The Private Science of Louis Pasteur. Geison utilise les cahiers de laboratoire privés du héros national français pour révéler de frappantes discordances entre ses notes et ses affirmations publiques. Bien que le but de Geison ne soit pas de diminuer la grandeur scientifique de Pasteur, mais plutôt de présenter un “Pasteur pour notre temps”, son livre a été critiqué par des scientifiques qui estiment apparemment que toute désacralisation de cette figure dominante constitue une attaque contre la science elle-même[3]. »
- « du livre enfin publié du seul historien vraiment spécialisé dans l'histoire de Pasteur, Gerald L. Geison, 1995, The Private Science of Louis Pasteur[4] »

Des analyses serrées rejoignent cependant la sévérité de Perutz. Dans un article de 1999 et un livre de 2003, D. Raynaud conclut à l'inanité de l'apologie de Félix Pouchet présentée par Farley et Geison dans leur article sur la controverse entre Pouchet et Pasteur. Dans un travail publié en 2019, Joseph Gal, de l'université du Colorado à Denver, tire une conclusion analogue quant aux critiques formulées par Geison contre les travaux de Pasteur sur la chiralité des molécules.

## Œuvres
- The Private Science of Louis Pasteur, éd. Princeton University Press (1995)  (ISBN 0-691-03442-7)
- Michael Foster and the Cambridge School of Physiology : The Scientific Enterprise in Late Victorian Society (1978)
- Voir liste des œuvres complètes sur le site de l'université de Princeton.